# Susan Rice
Susan Elizabeth Rice (Washington, 17 novembre 1964) è una politica e diplomatica statunitense, rappresentante permanente alle Nazioni Unite dal 2009 al 2013 e consigliera per la sicurezza nazionale dal 2013 al 2017 nella presidenza Obama.
In precedenza è stata socia della Brookings Institution e ha ricoperto il ruolo di sottosegretario di Stato agli affari africani durante il secondo mandato del Presidente Bill Clinton. È stata confermata ambasciatrice dell'ONU dal Senato con unanime consenso il 22 gennaio 2009.
Rice è stata citata come possibile sostituta di Hillary Clinton come segretario di Stato degli Stati Uniti d'America del presidente Barack Obama dopo le elezioni presidenziali del 2012 ma il 13 dicembre 2012, a seguito delle polemiche in corso sull'attacco contro il consolato statunitense a Bengasi del 2012, ha annunciato il ritiro del suo nome dalla valutazione, dicendo che se fosse stata scelta "il processo di conferma sarebbe stato lungo, turbato e gravoso".
Rice è subentrata a Thomas E. Donilon come consigliera per la sicurezza nazionale il 5 giugno 2013. Rice ha prestato giuramento come 24° consigliere per la sicurezza nazionale il 1º luglio 2013 e lo resta fino al gennaio 2017. Dal gennaio 2021 al maggio 2023 è stata Direttore del Domestic Policy Council della Casa bianca.

## Biografia

### Infanzia e istruzione
Rice è nata a Washington D.C., figlia di Emmett J. Rice (1919-2011), professore di economia alla Cornell University e secondo governatore nero del Federal Reserve System e di Lois Fitt Dickson, studiosa di politica dell'istruzione, che ha contribuito a progettare il sistema federale di sovvenzioni Pell Grant e che ha aderito alla Brookings Institution nel 1992. I suoi nonni materni erano giamaicani. I suoi genitori divorziarono quando Rice aveva dieci anni.
Rice era un'atleta, presidentessa del consiglio studentesco e valedictorian della National Cathedral School di Washington D.C., una scuola privata per ragazze. Ha frequentato l'Università di Stanford, dove ha ricevuto una borsa di studio Truman e si è laureata in storia nel 1986. Era membro del Phi Beta Kappa.
Vincitrice di una borsa di studio Rhodes, Rice ha frequentato il New College ad Oxford, dove ha conseguito un Master of Philosophy nel 1988 e un dottorato di ricerca nel 1990. La Chatham House, il Royal Institute of International Affairs, ha premiato la sua tesi Iniziativa del Commonwealth in Zimbabwe, 1979-1980: conseguenze per il mantenimento della pace internazionale come la più illustre del Regno Unito in relazioni internazionali.
Rice è stata una collaboratrice per la politica estera di Michael Dukakis durante le elezioni presidenziali del 1988. Dal 1990 all'inizio del 1992 è stata consulente di gestione presso la McKinsey & Company, una società di consulenza globale in materia di gestione. Rice ha lavorato per un certo periodo nell'ufficio McKinsey di Toronto.
Rice ha detto che i suoi genitori le hanno insegnato a "non usare mai la razza come scusa o vantaggio", e che da giovane "sognava di diventare la prima senatrice degli Stati Uniti del Distretto di Columbia". Ha anche avuto "paure persistenti" che i suoi successi sarebbero diminuiti da persone che li avessero attribuiti ad azioni positive, dal momento che lei non è bianca.

### Amministrazione Clinton
Rice ha ricoperto diverse cariche nell'amministrazione Clinton: presso il Consiglio per la Sicurezza Nazionale dal 1993 al 1997, come direttore per le organizzazioni internazionali e il mantenimento della pace dal 1993 al 1995 e come assistente speciale del presidente e senior director per gli affari africani dal 1995 al 1997.
Durante il genocidio del Ruanda del 1994, Rice disse: "Se usiamo la parola genocidio e non facciamo nulla, quale sarà l'effetto sulle elezioni di novembre?". In seguito ha riconosciuto gli errori commessi all'epoca. L'incapacità o il fallimento dell'amministrazione Clinton di intervenire contro il genocidio formerà le sue opinioni successive su possibili interventi militari. Ha detto dell'esperienza: "Ho giurato a me stesso che se avessi mai più affrontato una crisi del genere, sarei sceso dalla parte dell'azione drammatica, infiammandomi se fosse stato necessario".
Gli islamisti hanno assunto il controllo del Sudan con il colpo di Stato del 1989 e gli Stati Uniti hanno adottato una politica di disimpegno dal regime autoritario per tutto il corso degli anni '90. Dopo gli attentati dell'11 settembre 2001, tuttavia, alcuni critici hanno accusato gli Stati Uniti di aver preventivamente moderato la loro politica nei confronti del Sudan, poiché l'influenza degli islamisti è calata nella seconda metà degli anni '90 e i funzionari sudanesi hanno cominciato a manifestare interesse ad accogliere le preoccupazioni degli Stati Uniti riguardo alla mente dell'11 settembre Osama bin Laden, che viveva in Sudan fino alla sua espulsione nel maggio 1996. Timothy M. Carney, ambasciatore degli Stati Uniti in Sudan tra settembre 1995 e novembre 1997, ha co-autorato un op-ed nel 2002 affermando che nel 1997 il Sudan si è offerto di trasmettere la intelligence su bin Laden ma che Rice, in qualità di specialista del National Security Council per Africa, insieme all'allora specialista del terrorismo Richard A. Clarke, ha esercitato pressioni riuscite per continuare a impedire ai funzionari statunitensi, tra cui la CIA e l'FBI, di impegnarsi con il governo di Khartoum. Accuse simili (secondo cui Rice si unì ad altri nel rifiutare una occasione di cooperare con il Sudan nell'antiterrorismo) sono state fatte dal direttore di Vanity Fair David Rose e da Richard Miniter, autore di Losing Bin Laden.
Il segretario di Stato degli Stati Uniti d'America Madeleine Albright, mentore di lunga data e amica di famiglia di Rice, ha esortato Clinton a nominare Rice Segretario di Stato aggiunto per gli Affari Africani nel 1997. Rice non era la prima scelta dei leader del Congressional Black Caucus, che la consideravano un membro della "élite assimilazionista nera di Washington". Nel corso di un'audizione di conferma presieduta dal senatore Jesse Helms, Rice, che ha partecipato all'audizione insieme al figlio minore durante l'allattamento, ha fatto una grande impressione sui senatori di entrambe le parti e "ha seguito il processo di conferma".
Rice sostenne l'invasione da parte del Ruanda, dell'Uganda, dell'AFDL e dell'Angola dello Zaire (più tardi conosciuta come la Repubblica Democratica del Congo) nel 1996 e la destituzione del dittatore Mobutu Sese Seko, dicendo privatamente che "tutto è meglio di Mobutu ". Secondo Gérard Prunier uno dei collaboratori del Segretario aggiunto ha detto che "l'unica cosa che dobbiamo fare è guardare dall'altra parte", rispetto all'intervento continuo del Ruanda. Il corrispondente del New York Times, Howard W. French, ha detto che, secondo le sue fonti, la stessa Rice ha fatto l'osservazione. Le guerre del Congo, guidate dal Ruanda, hanno provocato oltre cinque milioni di morti. Nel 2012, quando ricopriva il ruolo di ambasciatrice alle Nazioni Unite, Rice si è opposta agli sforzi di condannare pubblicamente il presidente ruandese Paul Kagame per aver sostenuto nuovamente un gruppo di ribelli congolesi, questa volta nel conflitto congolese del 2012, nonostante il saccheggio della capitale regionale di Goma. Il governo ruandese è stato un cliente quando Rice ha lavorato a Intellibridge nel 2001-02.
Il 7 luglio 1998, Rice era membro di una delegazione americana per visitare il presidente eletto nigeriano Moshood Abiola. Durante questo incontro, Abiola ha avuto un attacco di cuore fatale.
Sebbene Rice abbia sostenuto l'Accordo di Pace di Lomé, alcuni osservatori hanno criticato l'accordo con il Sierra Leone perché troppo indulgente nei confronti del Fronte Unito Rivoluzionario e per aver posto al governo il criminale di guerra Foday Sankoh, che ha condotto alla risoluzione 1313 del Consiglio di sicurezza delle Nazioni Unite, che ha incolpato il Fronte Unito Rivoluzionario per il persistere del conflitto nel paese dell'Africa occidentale.

### Business e think-tank
Rice è stata amministratrice delegata e direttrice principale di Intellibridge dal 2001 al 2002. Nel 2002 è entrata a far parte del Brookings Institution come senior fellow nel programma di politica estera. In Brookings, si è concentrata sulla politica estera degli Stati Uniti, sugli stati deboli e in fallimento, sulle implicazioni della povertà globale e sulle minacce transnazionali alla sicurezza.
Durante le elezioni presidenziali del 2004, Rice è stata consulente di politica estera di John Kerry.
Rice è andata in congedo dal Brookings Institution per ricoprire il ruolo di consigliere senior per la politica estera di Barack Obama nella sua campagna presidenziale del 2008. È stata una delle prime personalità di alto profilo in politica estera a partecipare alla campagna di Obama, dal momento che la maggior parte dei suoi colleghi aveva sostenuto Hillary Clinton durante le primarie presidenziali. Rice ha espresso una visione denigratoria dell'avversario repubblicano di Obama, John McCain, definendo le sue politiche "spericolate" e respingendo il viaggio del senatore dell'Arizona in Iraq come "passeggiata nel mercato in un giubbotto antiproiettile".
Il 5 novembre 2008 Rice è stata nominata membro del comitato consultivo per la transizione presidenziale di Barack Obama.

### Amministrazione Obama

#### Rappresentante degli Stati Uniti presso le Nazioni Unite

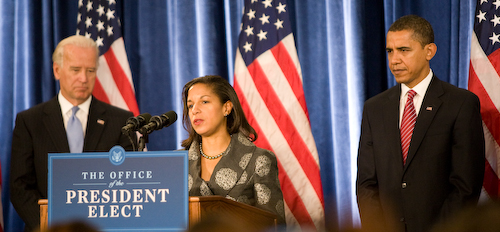
Rice con Barack Obama e Joe Biden, dicembre 2008

Il 1º dicembre 2008, Rice è stata nominata dal presidente eletto Obama come rappresentante permanente alle Nazioni Unite, carica che ha riportato a livello di gabinetto. Rice è diventata la seconda persona più giovane e la prima donna afroamericana a rappresentare gli Stati Uniti alle Nazioni Unite. Secondo quanto riportato Rice aveva ambito il posto di consigliere di sicurezza nazionale, che invece è andato al generale in pensione James L. Jones e lei e la maggior parte della squadra originaria per la politica estera di Obama sono rimasti delusi dal fatto che non sono stati scelti per i posti di vertice nell'amministrazione di Obama.
Rice aveva un pessimo rapporto con il veterano del Dipartimento di Stato Richard Holbrooke, che riteneva interferisse con il suo campo e che a sua volta l'aveva considerata incompetente.
Nel 2010, Rice ha definito la National Security Strategy una "drammatica iniziativa" del suo predecessore.

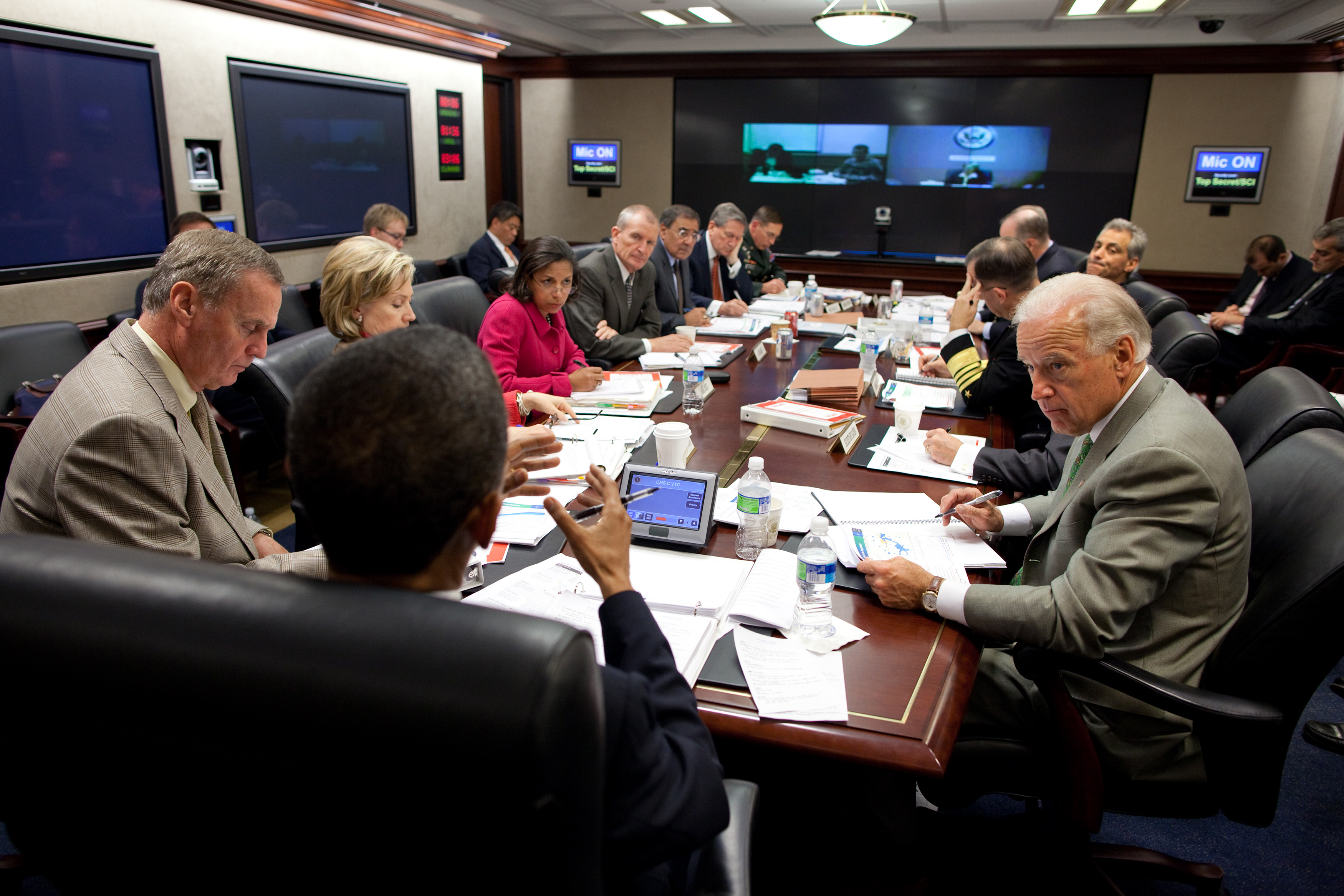
Rice partecipa a un briefing sull'Afghanistan nella Situation Room della Casa Bianca, ottobre 2009

##### Guerra civile libica
Con il progredire della guerra civile libica, Rice ha affermato che gli Stati Uniti e la comunità internazionale intravedono una scelta chiara per Gheddafi e i suoi aiutanti: abbandonare il potere o affrontare conseguenze importanti. Rice ha pronunciato una delle più dure affermazioni nei confronti di Gheddafi, facendo passare le sue smentite delle atrocità contro i suoi stessi cittadini come "francamente, deliranti". Diversi diplomatici dell'ONU hanno detto che in una riunione a porte chiuse il 28 aprile, le affermazioni di Rice sulle atrocità di Gheddafi includevano la consegna di Viagra ai lealisti al fine di terrorizzare ulteriormente la popolazione con la violenza sessuale. Insieme al membro del Consiglio di Sicurezza Nazionale Samantha Power, che già sosteneva l'intervento militare, e al Segretario di Stato Hillary Rodham Clinton, che arrivò a sostenerla, i tre superarono l'opposizione interna del Segretario della Difesa Robert Gates, il consigliere per la sicurezza Thomas E. Donilon e il consigliere antiterrorismo John O. Brennan, di far presentare all'amministrazione una proposta delle Nazioni Unite per imporre una zona di interdizione aerea sulla Libia e autorizzare altre azioni militari se necessario. Il 17 marzo 2011, Regno Unito, Francia e Libano si sono uniti agli Stati Uniti per votare a favore della risoluzione 1973 del Consiglio di sicurezza delle Nazioni Unite, mentre Brasile, Germania e India si sono uniti ai membri permanenti del Consiglio di sicurezza Cina e Russia per astenersi. Rice e Clinton hanno svolto un ruolo importante nell'ottenere l'approvazione della risoluzione. Clinton ha detto lo stesso giorno che l'istituzione di una zona di interdizione aerea sulla Libia richiederebbe il bombardamento delle difese aeree. Rice ha detto: "Siamo interessati a una vasta gamma di azioni che proteggano efficacemente i civili e aumentino la pressione sul regime di Gheddafi per fermare le uccisioni e permettere al popolo libico di esprimersi nelle sue aspirazioni per il futuro in modo libero e pacifico".
Nel gennaio 2012, dopo il veto russo e cinese a un'altra risoluzione del Consiglio di Sicurezza che invitava il presidente siriano Bashar al-Assad a dimettersi, Rice ha condannato fermamente entrambi i paesi, dicendo: "Hanno compromesso il lavoro per risolvere pacificamente questo conflitto" e aggiungendo che "noi Stati Uniti siamo al fianco del popolo siriano. Russia e Cina sono ovviamente con Assad". Secondo lei: "gli Stati Uniti sono disgustati dal fatto che un paio di membri di questo Consiglio continuino a impedirci di realizzare il nostro unico scopo".
Alcuni diplomatici del Consiglio di Sicurezza hanno contestato lo stile di negoziazione di Rice, definendolo "rude" ed eccessivamente schietto. Secondo David Rothkopf, Rice è nota per la sua "brutalità" ma ha il vantaggio di avere una stretta relazione con il presidente degli Stati Uniti. Gli attivisti per i diritti umani hanno contestato Rice e la politica estera degli Stati Uniti in generale nel 2012 per aver agito contro le dichiarazioni delle Nazioni Unite che criticavano il Ruanda per aver sostenuto un gruppo ribelle in Congo noto per aver commesso atrocità.

##### Attacco a Bengasi nel 2012
L'11 settembre 2012, la missione diplomatica statunitense a Bengasi, in Libia, è stata attaccata, causando la morte dell'ambasciatore degli Stati Uniti in Libia Christopher Stevens, del funzionario statunitense per la gestione delle informazioni del servizio estero Sean Smith e di due ex Navy SEALS, Glen Doherty e Tyrone S. Woods. Il 16 settembre, Rice è comparsa sul programma televisivo politico della CBS Face the Nation e ABC This Week per affermare che l'attacco è stato il frutto diretto di un "video odioso e offensivo", ed è stato spontaneo, non pre-programmato. Ha aggiunto (su un altro argomento): "Abbiamo decimato Al-Qaeda". Anche se Rice ha detto che l'attacco "è iniziato spontaneamente" come risultato di un video anti-islamico, Patrick F. Kennedy, sottosegretario di Stato per la gestione, aveva detto prima della sua intervista che credeva che l'attacco era stato pianificato, e altre fonti, tra cui il presidente libico Mohammed Magariaf, aveva espresso il parere che l'attacco è stato pianificato e che c'era un legame con Al-Qaeda.
Rice ha formulato osservazioni limitate sull'attacco, dicendo: "Vorremo vedere i risultati di un'indagine dell'FBI per trarre conclusioni definitive". Ha fatto dichiarazioni simili su This Week with George Stephanopoulos, Meet the Press, State of the Union with Candy Crowleye Fox News Sunday e Fox News Sunday. Il 19 novembre 97 Repubblicani della Camera hanno inviato una lettera al Presidente Obama per dire che le dichiarazioni di Rice erano "fuorvianti" e che, di conseguenza, non doveva essere considerata una candidata a succedere a Hillary Clinton nel 2013 come Segretario di Stato.
Rice ha dichiarato che le sue affermazioni su Bengasi erano basate sulla versione non riservata delle informazioni approvate dai servizi segreti degli Stati Uniti. Alcuni senatori repubblicani, che avrebbero dovuto votare per confermare o meno Rice, hanno anche espresso delle obiezioni e hanno detto che i loro colloqui con Rice alla fine di novembre 2012 non hanno dissipato le loro preoccupazioni.
Il Senato ha sostenuto una risoluzione che affermava: "La violenza a Bengasi ha coinciso con un attacco alla ambasciata degli Stati Uniti al Cairo, in Egitto, che è stata anche assalita da una folla di manifestanti furiosi l'11 settembre 2012", senza menzionare Al-Qaeda. Durante un'udienza alla Camera l'8 maggio 2013, un'e-mail, che non è mai stata riservata, inviata il 12 settembre 2012 a Susan Rice e a molti altri membri del Dipartimento di Stato, è stata letta ad alta voce dal rappresentante Trey Gowdy (R). Nell'e-mail si affermava chiaramente che gli attacchi erano stati commessi da islamisti, senza alcuna menzione di una "folla arrabbiata" o di manifestanti. Gowdy ha detto che l'amministrazione Obama stava "cambiando i nomi" e "creando alias" dei sopravvissuti di Bengasi e "disperdendoli in tutto il paese" per tenerli fuori dalla vista. Secondo il New York Times, sia i manifestanti infuriati a causa di un video anti-musulmano che i militanti islamici sono stati coinvolti, ma non sono stati trovati collegamenti con Al-Qaeda o con altri gruppi terroristici ufficialmente noti. Ha detto: "La rabbia per il video ha motivato l'attacco iniziale". Khattala, un presunto terrorista che è stato catturato per il suo ruolo nella guida degli assalitori, ha detto "Da un punto di vista religioso, è difficile dire se è buono o cattivo". Il 13 dicembre 2012, in una lettera al presidente Barack Obama, Rice gli ha chiesto di rimuovere il suo nome dalla candidatura alla carica di segretario di Stato.

#### Consigliere per la sicurezza nazionale

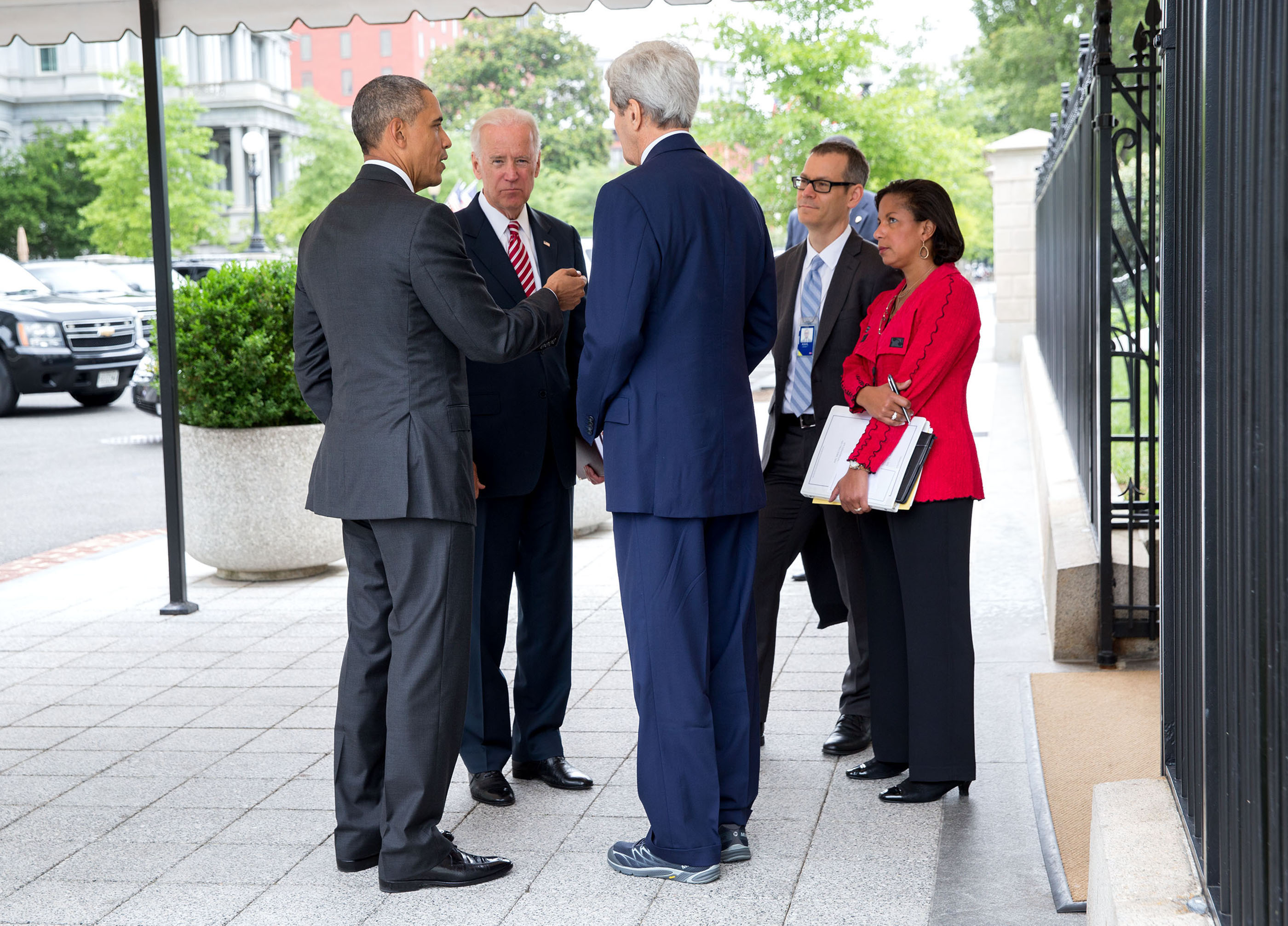
Il presidente Barack Obama parla con il vicepresidente Joe Biden, il segretario di Stato John Kerry, il consigliere per la sicurezza nazionale del vicepresidente Colin Kahl e la consigliera per la sicurezza nazionale Susan Rice, fuori dall'ala occidentale della Casa Bianca, il 15 luglio 2015.

Rice è stata scelta per sostituire Tom Donilon come consigliere per la sicurezza nazionale subito dopo le dimissioni di Donilon il 5 giugno 2013. La carica di consigliere per la sicurezza nazionale non richiede l'approvazione del Senato. Rice ha prestato giuramento come 24° consigliere per la sicurezza nazionale il 1º luglio 2013.
Nel maggio 2014, Rice si è recato a Israele per riunioni con funzionari israeliani in cui si è discusso dell'accordo sul nucleare iraniano. La visita di Rice, la prima nel suo ruolo di consigliere per la sicurezza nazionale, è avvenuta in concomitanza con il fallimento dei colloqui di pace tra Israele e i palestinesi. L'amministrazione Obama ha chiarito che il viaggio di Rice faceva parte dei negoziati pianificati abitualmente e che le discussioni di pace in Medio Oriente, che si trovavano in una fase di stallo, non erano all'ordine del giorno. Tuttavia, il portavoce della Casa Bianca Jay Carney ha detto che i negoziati con l'Iran sul suo programma nucleare sarebbe stato all'ordine del giorno, tra gli altri argomenti.
Rice è stata criticata per aver intensificato i conflitti dell'amministrazione Obama con Israele durante il suo periodo di consigliere per la sicurezza nazionale. Dennis Ross, consigliere del presidente Obama per il Medio Oriente, ha criticato la "mentalità combattiva" di Rice rispetto a quella del suo predecessore Tom Donilon, che ha avuto un ruolo più conciliante. Ross ha scritto che dopo il rimprovero pubblico del Primo Ministro israeliano Benjamin Netanyahu sui negoziati dell'amministrazione Obama con l'Iran, Rice si è rivolta ad Abe Foxman che, a suo parere, il leader israeliano ha fatto tutto tranne che "usare la parola 'N' per descrivere il presidente".

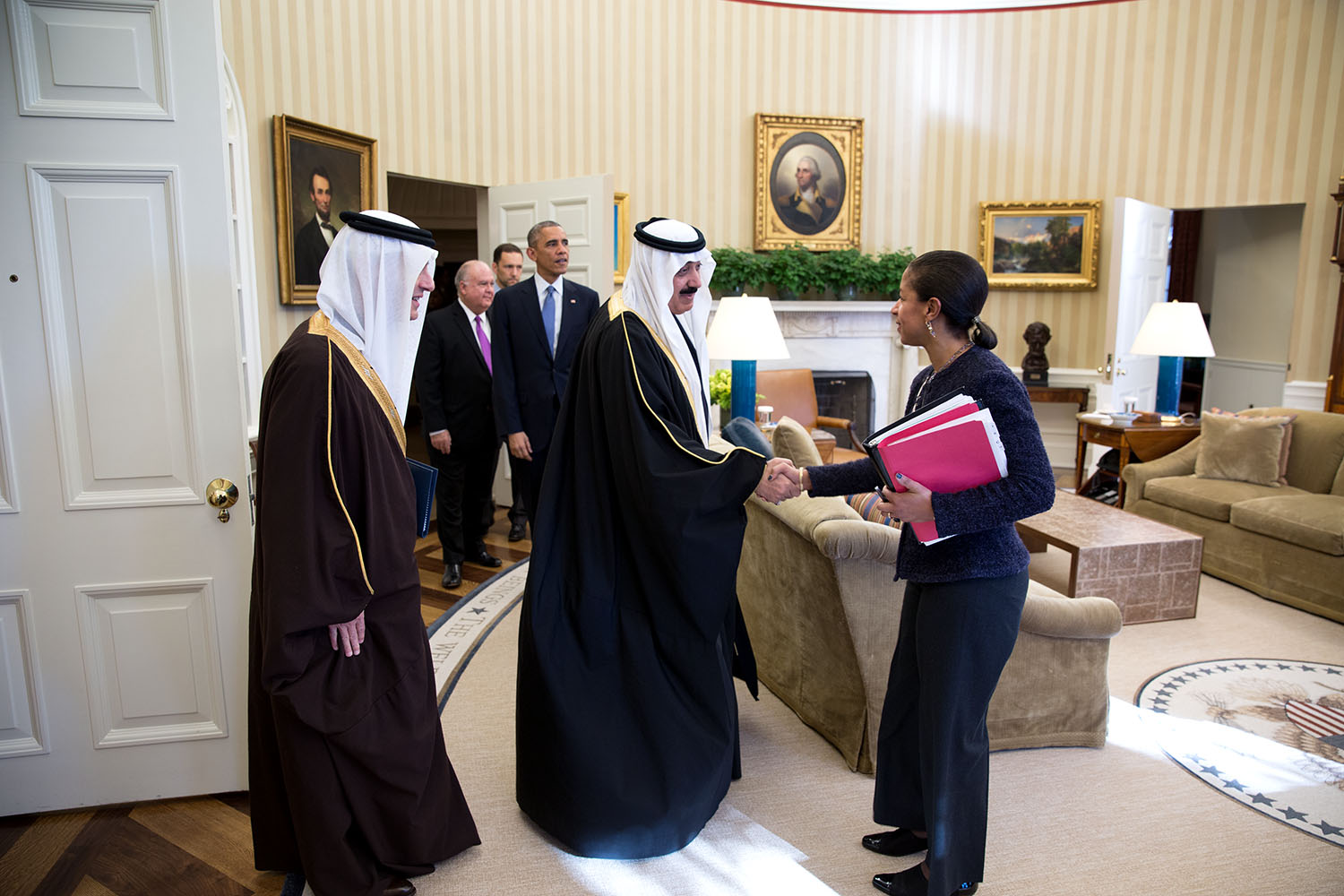
Rice e il Presidente Obama incontrano il Ministro della Guardia nazionale dell'Arabia Saudita, il Principe Mut'ib bin 'Abd Allah Al Sa'ud, il 19 novembre 2014

Nel pubblicare la strategia di sicurezza nazionale per il 2015, Rice ha affermato che gli Stati Uniti stanno perseguendo un "programma ambizioso ma realizzabile" all'estero. Ha sostenuto che la guida degli Stati Uniti era stata essenziale per il successo sulle questioni compreso l'Ebola, il programma nucleare dell'Iran e le sanzioni alla Russia per l'Ucraina. I suoi pareri sono arrivati quando il presidente Obama ha inviato la sua strategia di sicurezza nazionale al Congresso. Il documento ha costituito un modello per la politica estera, la difesa e la sicurezza nazionale per gli ultimi due anni del mandato del presidente Obama. Precedentemente era stato aggiornato nel 2010. In una lettera che delineava la strategia, il presidente Obama ha affermato che gli Stati Uniti "difenderanno sempre i nostri interessi e manterranno i nostri impegni nei confronti degli alleati e dei partner. Ma dobbiamo fare scelte difficili tra molte priorità concorrenti e dobbiamo sempre resistere all'irraggiungibilità che si ha quando prendiamo decisioni basate sulla paura".
In occasione di una visita in Pakistan nel 2015, Rice ha avvertito i leader politici e militari pakistani che gli attacchi in Afghanistan da parte di miliziani con base in Pakistan minacciavano la sicurezza regionale. Il presidente Obama ha inoltre invitato il primo ministro Nawaz Sharif a recarsi in visita negli Stati Uniti ad ottobre. Gli incontri si sono svolti in un momento teso per le relazioni del Pakistan con il vicino Afghanistan e il nemico India, insieme all'incertezza circa il fatto che gli Stati Uniti avrebbero stanziato 300 milioni di dollari in aiuti militari al Pakistan. Secondo quanto riportato dai media, il denaro poteva essere trattenuto se gli Stati Uniti avessero determinato che il Pakistan non stava facendo abbastanza per combattere la rete Haqqani, accusata di alcuni degli attentati più letali nel vicino Afghanistan.
In un discorso del 2015 sulle relazioni USA-Cina, Rice ha segnalato i problemi dell'hacking cinese, dicendo: "Non è un problema secondario. È una preoccupazione per la sicurezza economica e nazionale degli Stati Uniti. Mette a dura prova le nostre relazioni bilaterali ed è un fattore critico nel determinare la direzione futura dei legami USA-Cina".

### Dopo l'amministrazione Obama

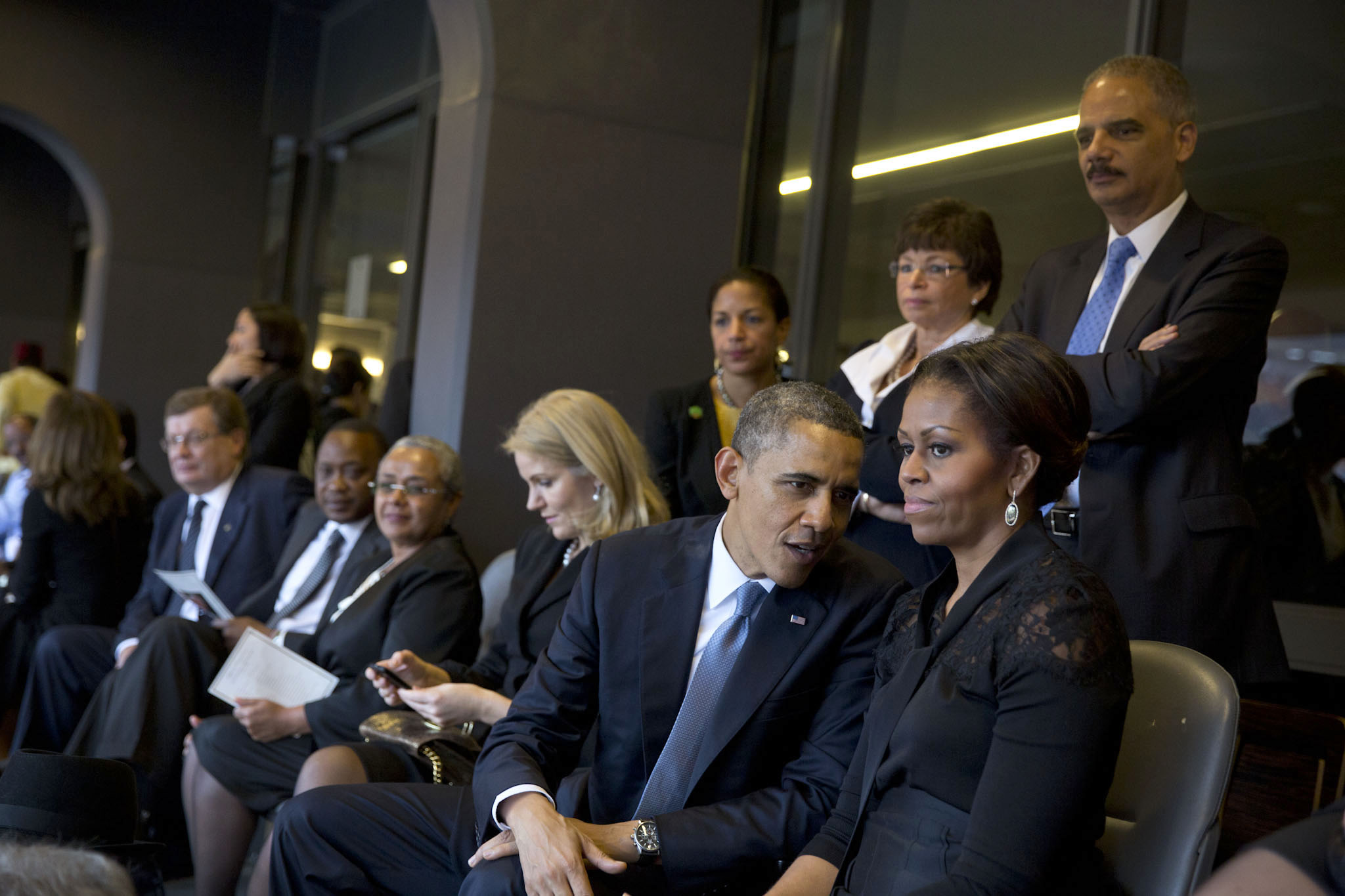
Rice (vicino alla colonna dietro il presidente Obama) al funerale di Nelson Mandela in Sudafrica, dicembre 2013

Il 3 aprile 2017, Eli Lake ha riportato su Bloomberg che come consigliere per la sicurezza nazionale, Rice aveva richiesto che le identità di alcuni americani citati nei rapporti di intelligence relativi alla campagna e alla transizione presidenziale di Donald Trump venissero rivelate. Qualsiasi richiesta di rivelare l'identità di un americano deve essere approvata dalla National Security Agency; il direttore dell'NSA Michael Rogers ha detto che l'NSA ha valutato ogni richiesta per determinare se "c'è un valido bisogno di sapere nel corso dell'esecuzione dei loro compiti ufficiali" e se "l'identificazione è necessaria per comprendere veramente il contesto del valore informativo che il rapporto è stato progettato di generare". Rice ha detto che ha chiesto che le identità delle persone statunitensi siano rivelate per fornire il giusto contesto ai rapporti di intelligence, e non per scopi politici.
Il rapporto sulla rivelazione dei funzionari di Trump ha seguito l'annuncio del presidente del comitato di intelligenza della Camera, il repubblicano Devin Nunes, che  "aveva visto i rapporti che indicano che il sig. Trump o i suoi soci potrebbero essere stati accidentalmente travolti nel monitoraggio degli stranieri". La commissione stava indagando sia sui legami di Trump con i tentativi russi di influenzare le elezioni del 2016 sia sulle accuse infondate di Trump secondo le quali il presidente Obama avrebbe messo sotto sorveglianza la Trump Tower. Il rapporto di Lake del 3 aprile sulla rivelazione specificava che "le richieste di Rice di rivelare i nomi dei funzionari di transizione di Trump non vendicavano i tweet di Trump del 4 marzo in cui egli accusava Obama di aver intercettato illegalmente Trump Tower". Tuttavia, i repubblicani hanno chiesto un'indagine sulla rivelazione, mentre i democratici hanno affermato che la vicenda della rivelazione era una diversione dall'indagine sull'influenza russa.
Dopo che i membri dei comitati di intelligenza del senato e della Camera hanno potuto vedere il materiale su cui Nunes ha basato le sue dichiarazioni, un certo numero di organizzazioni giornalistiche hanno segnalato che sia i democratici che i repubblicani che conoscono il materiale hanno detto che ci era "prova che i funzionari di amministrazione di Obama hanno fatto qualche cosa di insolito o di illegale". Il rapporto ha anche definito le richieste di rivelazioni di Rice "normali e appropriate". Nell'agosto 2017, Eli Lake ha riportato su Bloomberg che il successore di Rice in qualità di consigliere per la sicurezza nazionale, H.R. McMaster, ha concluso che Rice non ha fatto nulla di sbagliato. Nel settembre 2017 Rice ha informato il comitato di intelligence che la sua richiesta di rivelazione è stata motivata da un rapporto redatto dai servizi segreti su una visita non rivelata negli Stati Uniti da parte del principe ereditario Mohammed bin Zayed Al Nahyan degli Emirati Arabi Uniti nel dicembre 2016.  Durante la visita al-Nahyan ha incontrato Steve Bannon, Michael T. Flynn e Jared Kushner nella Trump Tower di New York.
L'8 marzo 2017, Rice è diventata membro della American University come Illustre ricercatore in visita presso la School of International Service dell'università. Nella sua residenza ha in programma di lavorare al suo prossimo libro e di assistere i giovani studenti SIS. Il 28 marzo 2018 Rice è stata nominata membro del Consiglio di amministrazione di Netflix.

### Amministrazione Biden
Nel gennaio 2021 il nuovo presidente USA Joe Biden la nomina Direttore del Domestic Policy Council della Casa bianca.

## Vita privata
Il 12 settembre 1992, presso la cappella della St. Albans School, Rice ha sposato il produttore di origine canadese della ABC News Ian Officer Cameron. Si sono conosciuti da studenti a Stanford. Hanno due figli, John David Rice-Cameron (conosciuto come Jake e presidente dei Stanford College Republicans o SCR) e Maris.
Rice è una appassionata tennista.

## Affiliazioni
Rice fa parte dei consigli di amministrazione di diverse organizzazioni, tra cui il comitato consultivo del Freeman Spogli Institute for International Studies presso l'Università di Stanford, il consiglio di amministrazione del Bureau of National Affairs, Inc. (Bloomberg BNA) e il consiglio di amministrazione del Partnership for Public Service. È stata membro del consiglio di amministrazione del National Democratic Institute, del Fondo statunitense per l'UNICEF, dell'Atlantic Council e dell'Internews Network. È anche membro del Council on Foreign Relations e del Aspen Strategy Group.

## Opere
- (EN) Susan Elizabeth Rice, The Commonwealth initiative in Zimbabwe, 1979-1980: implications for international peacekeeping, University of Oxford, 1990.
- Susan E. Rice (insieme a Corinne Graff e Carlos Pascual), Confronting Poverty: Weak States and U.S. National Security, Brookings Institution Press, Washington, D.C., 2010[96]
- Susan Rice, Tough Love:  My Story of the Things Worth Fighting For, Simon & Schuster, New York, 2019[97]

## Premi e riconoscimenti
Rice è stata inserita nella Black Alumni Hall of Fame di Stanford nel 2002.